# Жан де Те
Жан де Те (фр. Jean de Taix; ум. в июле 1553, Эден) — французский военачальник, великий магистр артиллерии.

## Биография
Сын туреньского сеньора Эмери де Те и Франсуазы де Ла Ферте.
В 1529 стал хлебодаром короля.
В 1536 участвовал в бою под Казале, где был взят в плен. В 1537 снабдил припасами осажденный имперцами Теруан. В 1538 отправлен чрезвычайным послом в Рим. В следующем году стал лейтенантом роты из 80 копий герцога д'Эстутвиля, с которой участвовал в осаде Эдена.
1 мая 1543 назначен генерал-полковником французской пехоты по ту сторону гор (Colonel général de l'infanterie Françoise delà les monts), то есть, в Пьемонте, сменив на этом посту графа де Бриссака, после чего участвовал в осаде Ниццы.
В битве при Черизоле 11 августа 1544 командовал французской пехотой правого фланга, атаковал итальянскую пехоту принца Салернского, а затем выдержал атаку ландскнехтов и флорентийской кавалерии левого фланга противника.
16-по получил в лагере у Карманьолы приказ графа д'Энгиена предпринять наступление в Пьемонте. Захватил укрепления Монкальери, Сан-Дамиано, Вигоне, Понте-ди-Стура, и весь Монферрат, кроме двух мест. Затем вернулся во Францию, и вместе с де Бриссаком привел 12 тыс. чел. в Шампанскую армию дофина.
С этими войсками выступил в Пикардию на отвоевание Булони, захваченной англичанами. Штурмом овладел Нижним городом, но атака цитадели была отбита, де Те был ранен и вынужден отступить. 1 октября был назначен генерал-полковником и по ту и по эту сторону гор.
В 1545 получил роту тяжелой кавалерии из 50 человек, и стал рыцарем ордена короля. Был назначен в морскую армию адмирала д'Аннебо, и командовал тремя десантами на остров Уайт, прогнав оттуда англичан, после чего вернулся с флотом во Францию.
7 января 1546 стал капитаном города и замка Лош, и магистром его вод и лесов. 4 марта занял должность великого магистра артиллерии, вакантную после смерти сеньора де Женуйяка. На следующий день приказом, данным в Сен-Жермен-ан-Ле, назначен лейтенант-генералом Пикардии при герцоге Вандомском и маршале дю Бьесе.
Несколько неосторожных высказываний в разговоре с герцогиней де Валентинуа и де Бриссаком, сделанных в следующем году, привели к его опале и лишению должностей (апрель 1547).
В 1553 отправился добровольцем на оборону Эдена, и был убит в траншее. Его тело было перевезено в Турень, и погребено в церкви Сема.
По словам Отца Ансельма, Жан де Те имел репутацию умного человека, способного к ведению переговоров, весьма храброго и искусного в военном деле.

## Семья
Жена: Шарлотта де Майи, дочь Антуана де Майи, барона д'Оши, и Мари д'Йокур
Дочь:
- Шарлотта, дама де Те. Муж 1): Клод дез Эссар, сеньор де Сотур; 2) граф Рене де Санзе